# Diaea pulleinei
Diaea pulleinei es una especie de araña cangrejo del género Diaea, familia Thomisidae. Fue descrita científicamente por Rainbow en 1915.

## Distribución
Esta especie se encuentra en el sur de Australia.